# Anthurium berryi
Anthurium berryi är en kallaväxtart som beskrevs av George Sydney Bunting. Anthurium berryi ingår i släktet Anthurium och familjen kallaväxter. Inga underarter finns listade.